# 蒂特巴赫河
51°58′7″N 8°27′53″E / 51.96861°N 8.46472°E

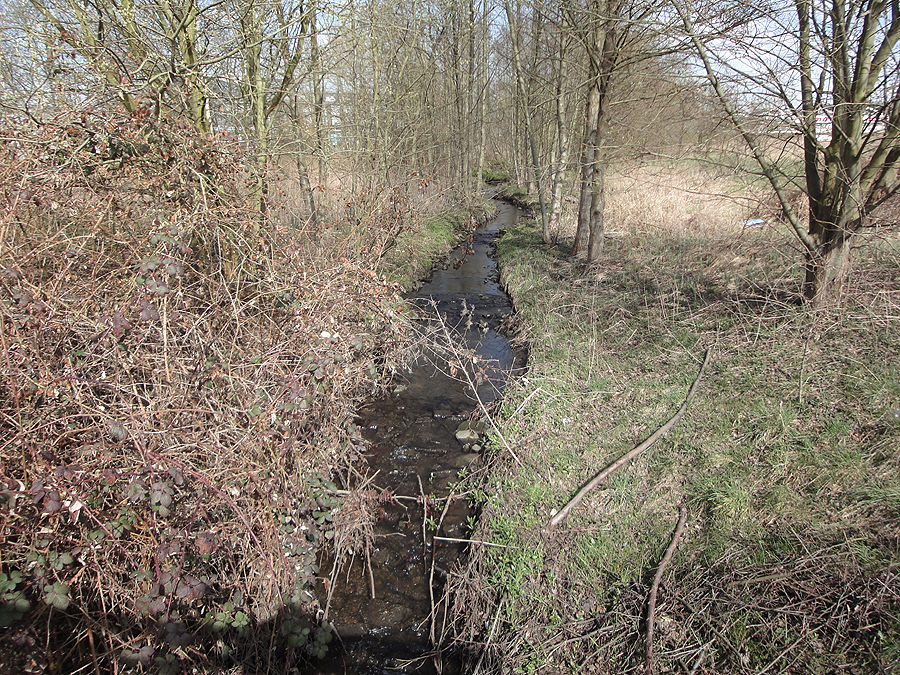

蒂特巴赫河（德語：Tüterbach），是德國的河流，位於該國西部，處於北萊茵-威斯特法倫州，屬於特呂格爾巴赫河的右支流，河道全長2.8公里，河畔城鎮有比勒費爾德。